# (300052) 2006 UW169
(300052) 2006 UW169 es un asteroide perteneciente al cinturón de asteroides, descubierto el 21 de octubre de 2006 por el equipo del Mount Lemmon Survey desde el Observatorio del Monte Lemmon, Arizona, Estados Unidos.

## Designación y nombre
Designado provisionalmente como 2006 UW169.

## Características orbitales
2006 UW169 está situado a una distancia media del Sol de 3,067 ua, pudiendo alejarse hasta 3,494 ua y acercarse hasta 2,640 ua. Su excentricidad es 0,139 y la inclinación orbital 4,180 grados. Emplea 1962,32 días en completar una órbita alrededor del Sol.

## Características físicas
La magnitud absoluta de 2006 UW169 es 16,8.